# Heinrich Basse
Heinrich Hermann Basse (* 6. Februar 1853 in Holtensen; † 20. Juni 1938 ebenda) war ein deutscher Unternehmer und Erfinder mit regionaler Bedeutung im Calenberger Land.

## Leben

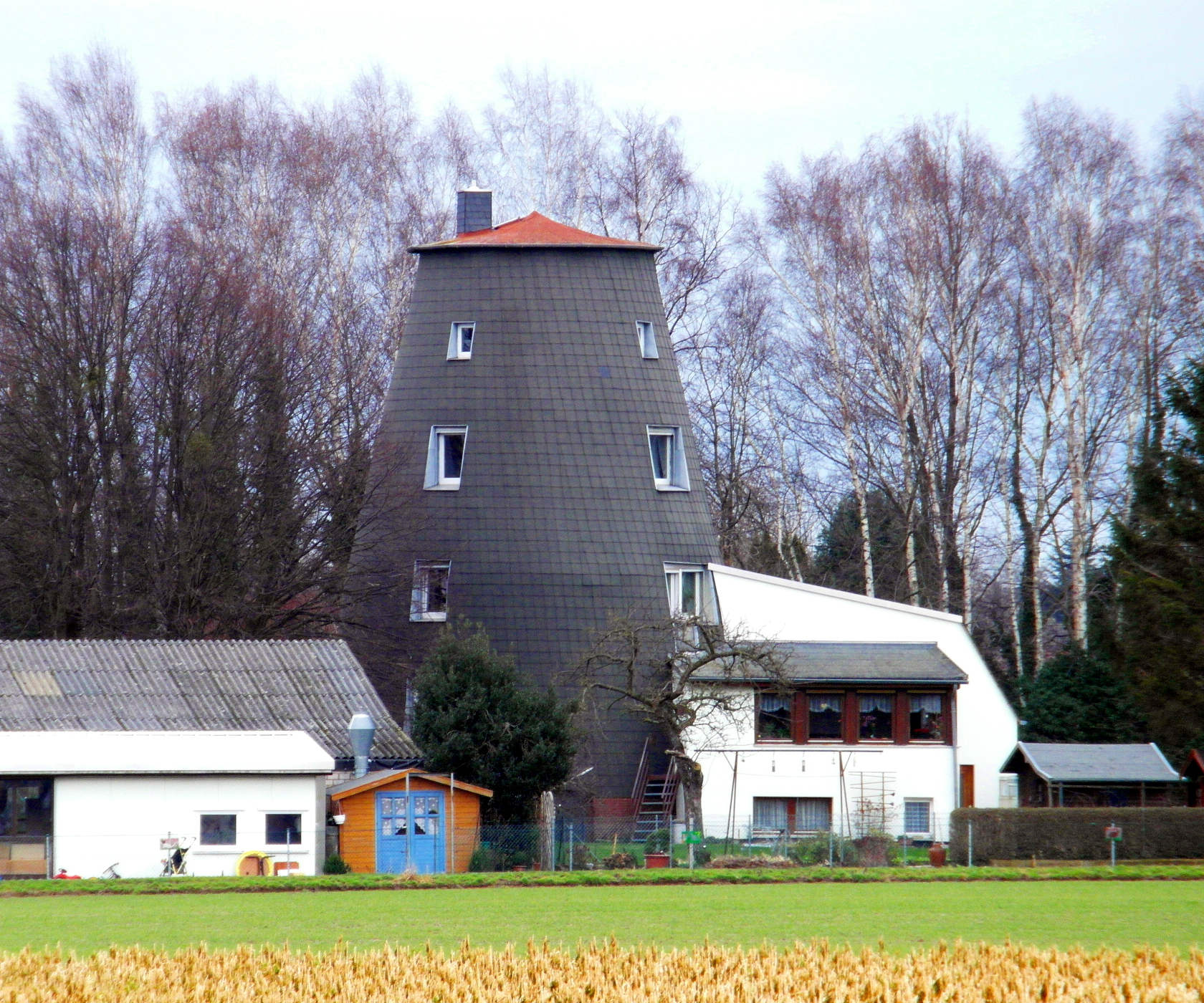
Die Basse'sche Mühle dient heute Wohnzwecken

Basse stammte aus Holtensen und erlernte dort das Müllerhandwerk. Nach seiner Wanderschaft bestand er die Meisterprüfung und baute um 1885 eine Mühle ebendort, die bis 1950 lief. Da die Müller befähigt sein mussten, die Holzarbeiten der Mühlen selbst zu verrichten, errichtete er 15 Jahre später ein eigenes Sägewerk für den mittlerweile um drei Mitarbeiter expandierten Betrieb. Dieses wurde zunächst mit Dampf, später mit Gas betrieben. Aus der täglichen Arbeit des Sägewerkes heraus entstanden einige Innovationen, die ihn zum Heereslieferanten der Preußischen Armee machten.

## Patente

### Sperrholz
Bis zur Jahrhundertwende waren die meisten hölzernen Gegenstände aus Massivholz gefertigt. Da sich dieses bei Temperatur- und Feuchtigkeitsschwankungen verziehen konnten, kam Basse auf die Idee der querverleimten dünnen Holzbretter, die bei hohem Pressdruck zu einer Einheit verhärteten. Er meldete sein Verleimungsverfahren zum Deutschen Reichspatent an. Seine Sperrholzfabrik produzierte bis 1925, wurde stillgelegt und brannte anschließend aus.

### Flugzeugpropeller
Auf Basis des Sperrholz-Patentes entwickelte Basse einen Flugzeugpropeller, der den damaligen Massivholz-Propellern deutlich überlegen war. Die seit dem ersten Jahrzehnt des 20. Jahrhunderts aufkommende militärische Luftfahrt benutzte noch Propeller, die aus einem Stück gehobelt wurden. Bei höheren Umdrehungen fielen diese aufgrund ihrer Starre bedingten Brüchigkeit schnell aus. Mit 10 - 15fach verleimten Hölzern schuf Basse eine zweite Propeller-Generation, die auf dem ersten hannoverschen Flughafen Auf der Bult erfolgreich getestet wurden. Basse wurde dafür mehrfach geehrt und Lieferant der im Aufbau befindlichen Heeresjagdfliegerstaffeln.

### Husarenlanze
Bis zum Ersten Weltkrieg waren Husarenregimenter verbreitete Bestandteile der Kavallerie-Einheiten. Die Stichwaffen der berittenen Soldaten waren aus Massivholz mit hoher Starre und geringer Festigkeit gefertigt. Basse ließ seine verleimten Lanzen patentieren und wurde preußischer Heereslieferant.

## Sonstiges

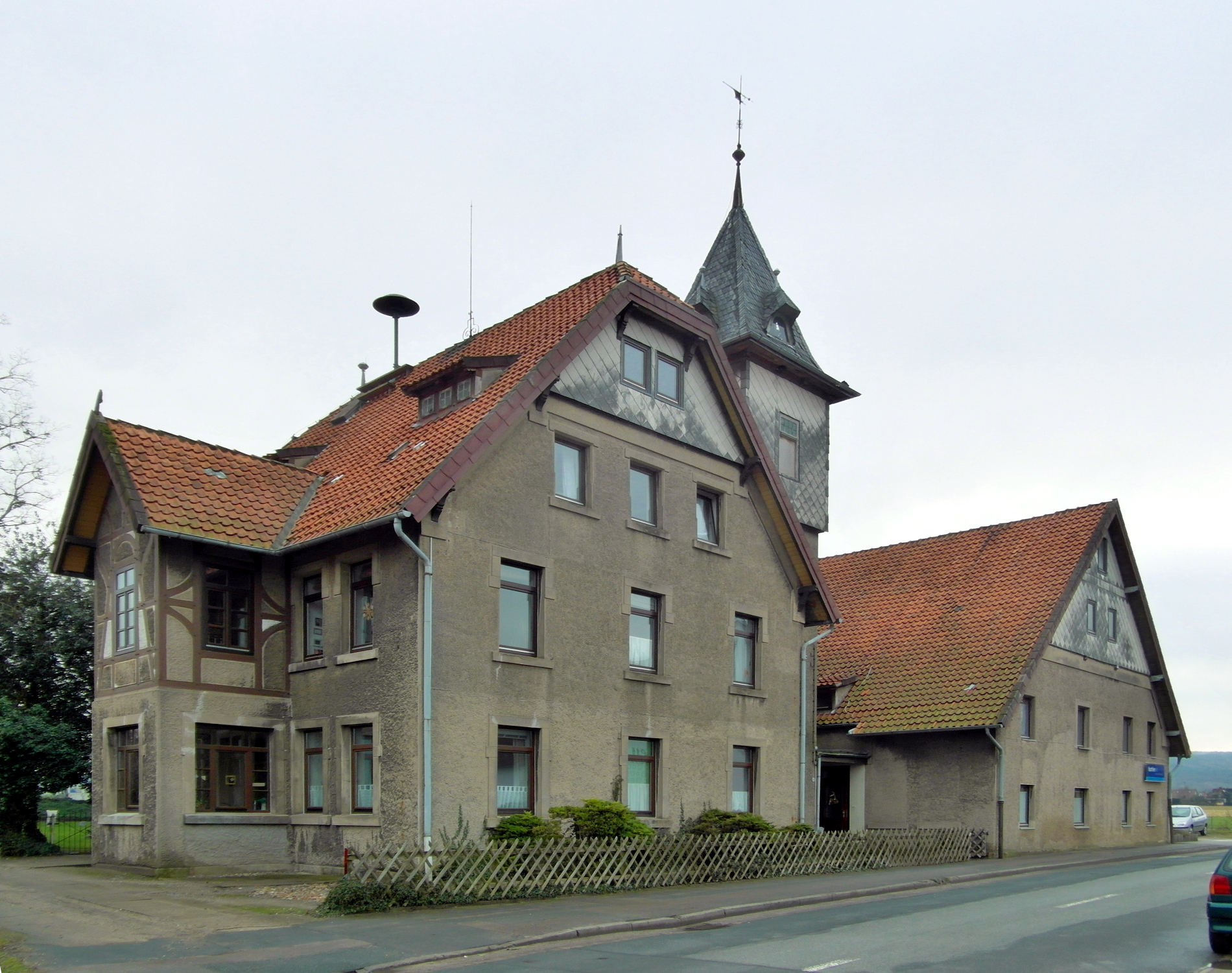
Die ehemalige Basse'sche Brotfabrik

- Zu den weiteren Patenten Basses gehörte ein Brot, das er als Massenware an die Hannoverschen Kasernen lieferte (Patentiertes Bassenbrot), das heute als eines der klassischen Kommissbrote gilt. Die Lizenz für die Fertigung ging an zahlreiche Bäckereien und insbesondere im Ersten Weltkrieg war das Basse'sche Brot ein stark nachgefragtes Produkt.
- Auf die Basse'sche Fabrikation geht die Errichtung des Bahnhofes Holtensen/Linderte im Jahr 1902 zurück. Noch heute existiert dieser an der S-Bahn-Linie von Hannover nach Hameln. Zu Basses Spitzenzeiten fuhren täglich bis zu 40 Spannwagen zwischen Fabrik und Bahnhof.
- Die Basse'schen Fabriken sollen die erste schalldichte Telefonzelle produziert haben. Die Erfindung soll von ihm selbst stammen.[1]
- Basses Sohn Bodo war Alleinerbe des Vermögens und fiel Zweiten Weltkrieg 1941 vor Smolensk. Daraufhin verstreuten sich die Besitztümer durch entfernte Verwandte.
- Das Basse'sche Familiengrab besteht noch heute auf dem Friedhof Holtensen.